# Chronologie inversée
La chronologie inversée est une méthode narrative qui présente les événements à l'inverse de leur ordre temporel d'occurrence, des plus récents vers les plus anciens. Cette séquence est dite « antéchronologique ».

## Usages
La chronologie inversée est utilisée dans différents domaines :
- en littérature, dans son roman À rebrousse-temps (Counter-clock World, 1967), Philip K. Dick imagine un monde où le fil du temps s'est inversé ; dans L'Étrange Histoire de Benjamin Button,  nouvelle fantastique de Francis Scott Fitzgerald, le héros naît âgé de quelque 70 ans et meurt jeune enfant[réf. nécessaire].
- au théâtre, la pièce de Harold Pinter, Trahisons (Betrayal, 1978) commence par l'aveu d'une infidélité dont le début prend place dans la scène finale[réf. nécessaire] ;
- au cinéma, dans Memento le film s'ouvre avec la fin de l'histoire, puis progresse en remontant  le cours du temps ; ces scènes en couleurs alternent avec de courtes scènes en noir et blanc qui suivent la séquence chronologique normale ; c'est également le cas dans Irréversible dont l'histoire commence par la fin pour se terminer par un faux happy end qui en est le début[réf. nécessaire] ;
- dans l'univers vidéo-ludique, ce procédé prend place dans le jeu vidéo To the Moon où les personnages entrent dans la mémoire d'un vieil homme pour découvrir sa vie, la progression ne pouvant se faire qu'à partir du souvenir le plus récent, l'histoire du vieil homme sera découverte et racontée de la fin de sa vie jusqu’à sa jeunesse[réf. nécessaire] ;
- dans la rédaction d'un curriculum vitæ[1],[2] ;
- dans les fils de discussion sur les réseaux sociaux en ligne[3],[4].